# Cantone di Casinca-Fiumalto
Il Cantone di Casinca-Fiumalto è una divisione amministrativa dell'Arrondissement di Corte.
È stato creato a seguito della riforma approvata con decreto del 26 febbraio 2014, che ha avuto attuazione dopo le elezioni dipartimentali del 2015, e comprende 25 comuni:
- Casabianca
- Casalta
- Castellare di Casinca
- Croce
- Ficaja
- Giocatojo
- Loreto di Casinca
- Penta di Casinca
- Pero-Casevecchie
- Piano
- Poggio-Marinaccio
- Polveroso
- Porri
- La Porta
- Pruno
- Quercitello
- Scata
- Silvareccio
- Sorbo-Ocagnano
- San Damiano
- San Gavino d'Ampugnani
- Taglio-Isolaccio
- Talasani
- Venzolasca
- Vescovato